# Maresché
Maresché är en kommun i departementet Sarthe i regionen Pays de la Loire i nordvästra Frankrike. Kommunen ligger i kantonen Beaumont-sur-Sarthe som tillhör arrondissementet Mamers. År 2022 hade Maresché 879 invånare.

## Befolkningsutveckling
Antalet invånare i kommunen Maresché
| Referens: INSEE |